# Nöjesguiden
Nöjesguiden est un journal suédois consacré au divertissement, au cinéma, à la musique ou aux jeux vidéo, fondé en 1982.

## Historique
Fondé en 1982 à Malmö, Nöjesguiden est un magazine consacré au divertissement sous toutes ses formes. En 2001, le groupe Nöjesguiden est racheté par Aktivist Network, un groupe finlandais.

## Internationalisation
Nöjesguiden est distribué gratuitement dans les grandes villes de Suède, et est également disponible sous d'autres noms dans les autres pays nordiques, comme la Norvège, sous le nom de Natt og Dag ou en Finlande, sous le nom de City-lehti. La version publiée au Danemark, dénommée également Natt og Dag, disparaît en 2005.